# Práter
A Práter (németül Prater vagy Wiener Prater) nagy területű közpark Bécs II. kerületében, Lipótvárosban (Leopoldstadt), amely még ma is nagyobbrészt folyóparti liget. Ha a Bécs területén kívüli Práterről beszélünk, akkor gyakran csak az ismertebb vidámparkról van szó, az úgynevezett „Paprikajancsi-práterről” (Wurstelprater). Ez a park területének nyugati csücskében található és csak egy igen kis részt foglal el a park teljes, nagyjából 6 km²-es területéből (kevesebb mint 0,5 km²-t).
A „Prater” név valószínűleg a latin „pratum“ (mező, rét), illetve az olasz „prato“ („liget“) szóból származik; vannak más, de kevésbé valószínű magyarázatok is.

## Képek

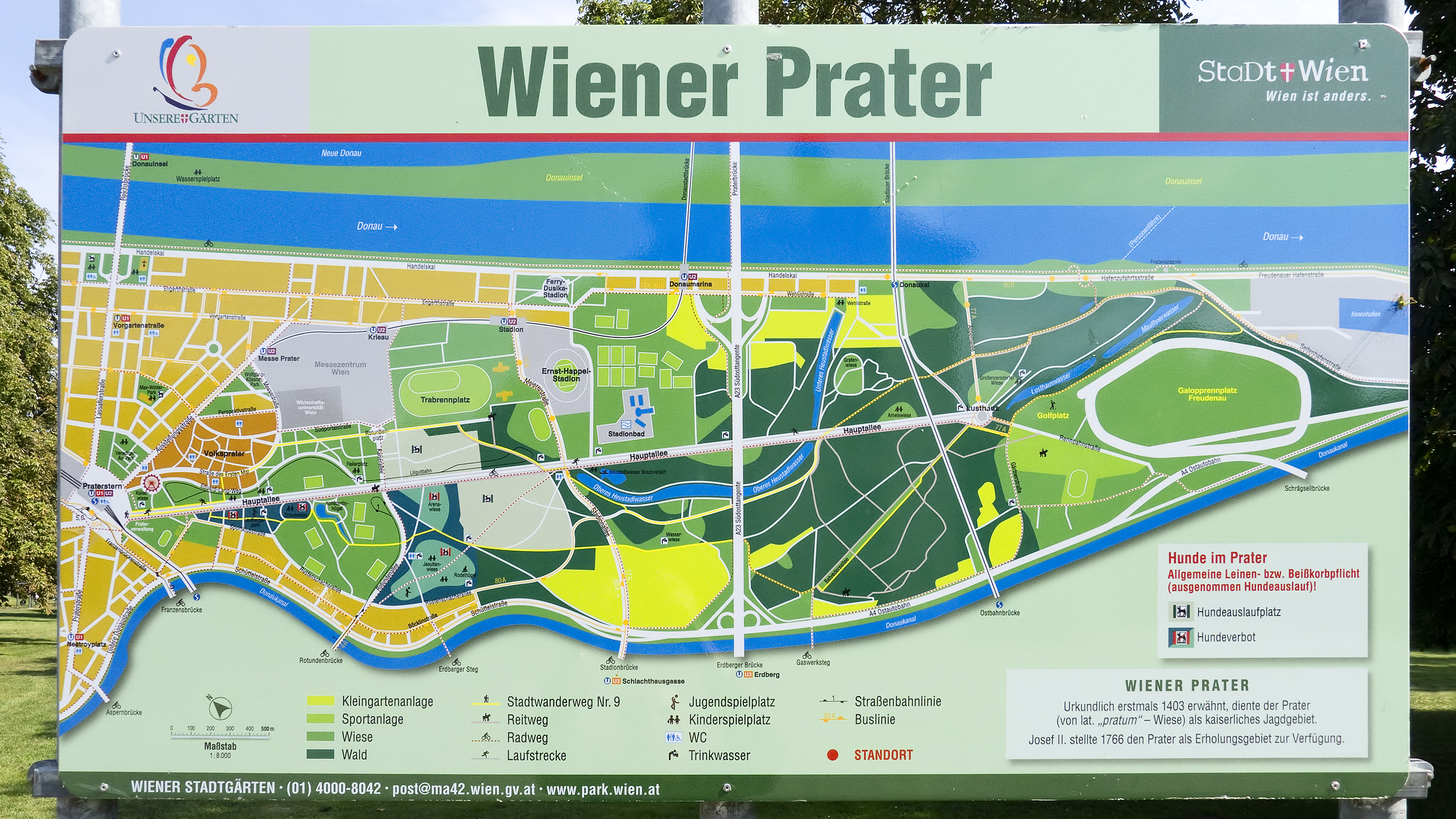
A Práter térképe
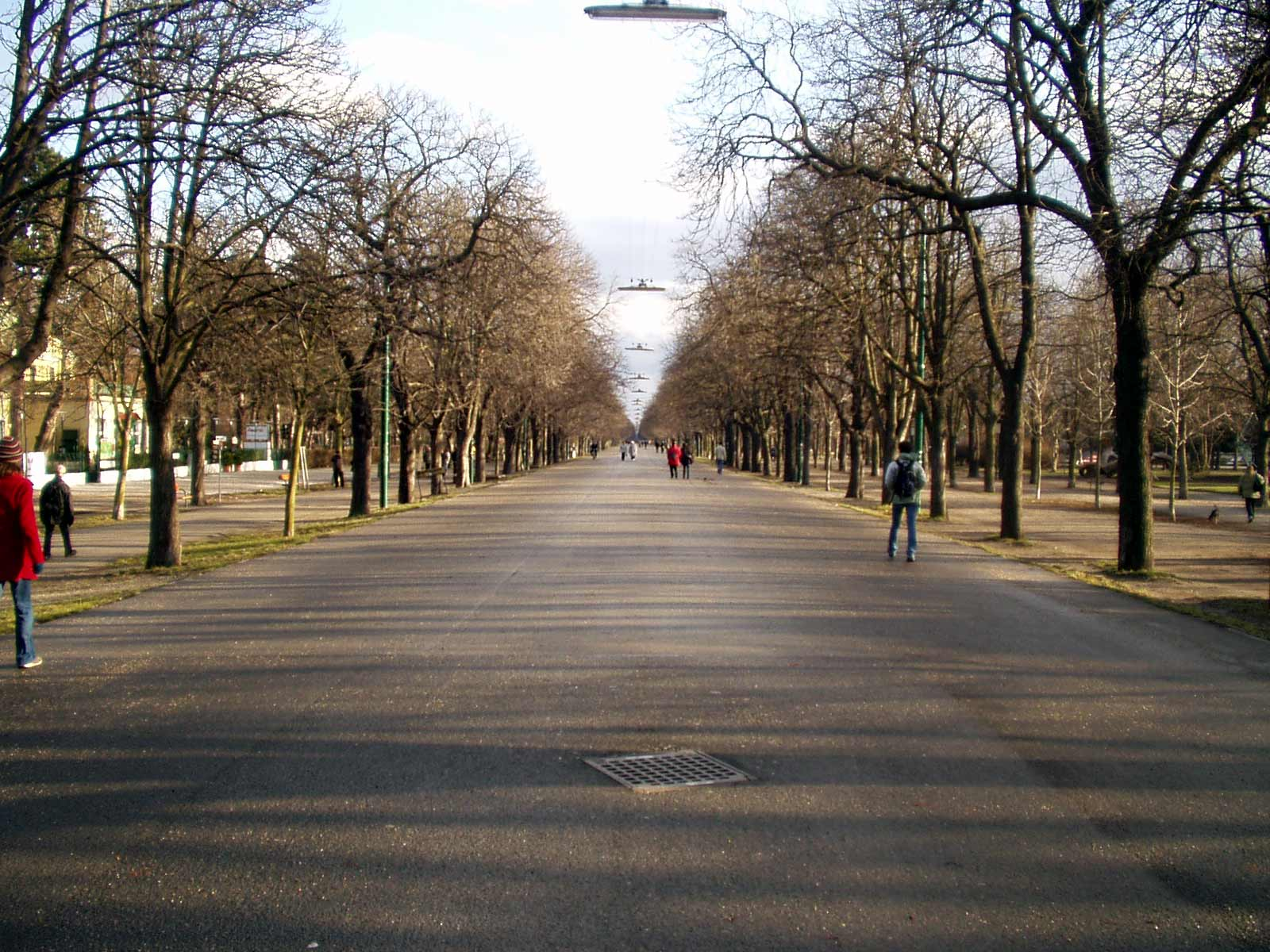
A fősétány
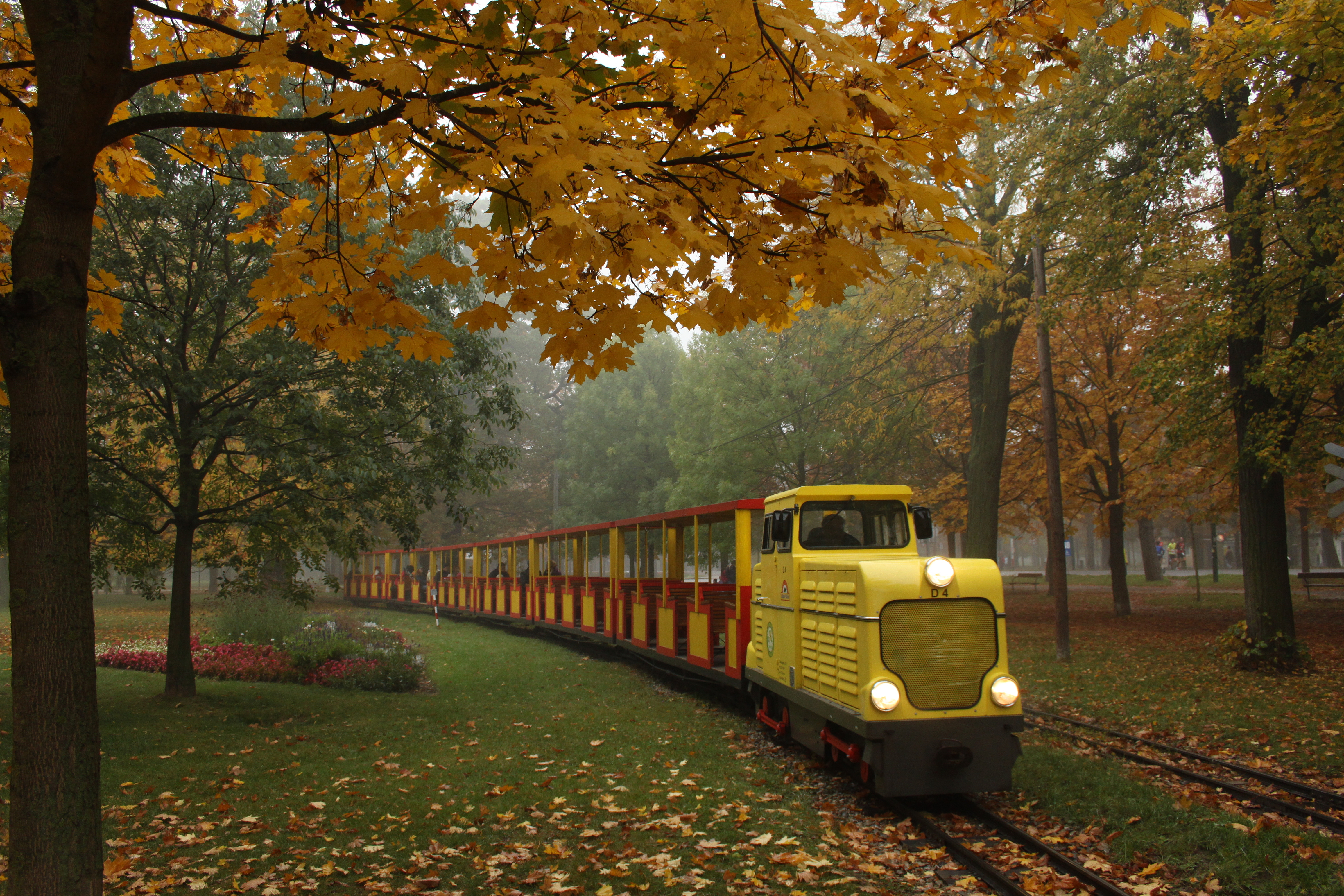
Kisvasút (Liliputbahn)
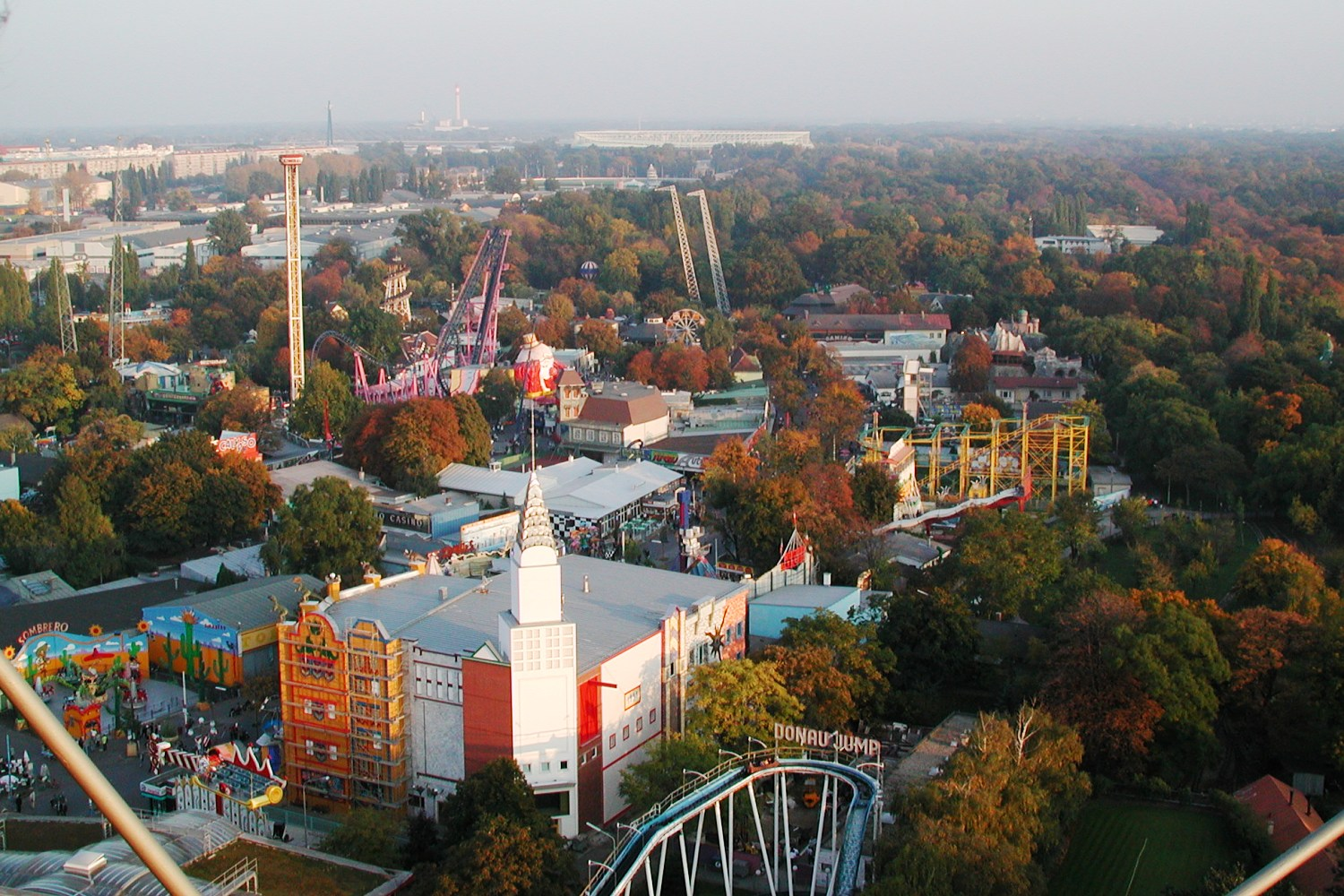
A vidámpark az óriáskerékből nézve

## Külső hivatkozások
- Honlap
- A Liliputbahn honlapja
- A Práter Múzeum